# Noord-Amerikaanse roerdomp
De Noord-Amerikaanse roerdomp (Botaurus lentiginosus) is een vogel uit de familie van de reigers (Ardeidae).

## Kenmerken
De vogel wordt zo'n 58 tot 85 cm hoog met een spanwijdte van 90 tot 115 cm en weegt 500 tot 900 gram. Hij lijkt op de roerdomp maar met duidelijkere lengtestrepen en zonder dwarsbanden. De slagpennen zijn zwart en de kruin is kastanjebruin. Als hij merkt dat hij ontdekt is zal hij roerloos blijven staan met de snavel omhoog gericht waardoor hij door zijn camouflagekleuren opgaat in het riet.

## Leefwijze
De Noord-Amerikaanse roerdomp leeft van amfibieën, vissen, insecten en reptielen waar hij op jaagt in moerassen, vijvers, rietvelden en ondiepe vijvers.

## Voortplanting
Hij broedt op geïsoleerde plaatsen. Het vrouwtje bouwt het nest, mannetjes bewaken het. Er worden 2 tot 3 eieren gelegd die na 29 dagen uitkomen. De jongen verlaten na 6 tot 7 weken het nest.

## Verspreiding
De Noord-Amerikaanse roerdomp komt wijdverspreid voor in Noord-Amerika en de Caraïben. Hij leeft daar in uitgestrekte rietmoerassen.

## Status
Op de internationale IUCN-lijst is hij geclassificeerd als niet bedreigd. Hij heeft zowel in de Verenigde Staten als in Canada de status van beschermde diersoort.